# 丝状灯心草
丝状灯心草（学名：Juncus filiformis）是灯心草科灯心草属的植物。分布在欧洲、北美洲以及中国大陆的新疆、黑龙江、吉林、辽宁等地，生长于海拔1,859米至2,650米的地区，多生长于河谷水旁及路边，目前尚未由人工引种栽培。